# Lumumba Lab
 (mars 2022).
Pour les articles homonymes, voir Lumumba.
Le Lumumba Lab (LLab) est un laboratoire d'innovations citoyennes situé à Kinshasa. Il a pour mission de lutter contre la fracture numérique et permettre aux jeunes en République Démocratique du Congo de trouver du travail ou d'en créer grâce au numérique. Dans le fond L’ASBL se concentre sur les axes principaux suivants: la médiation numérique, les formations, la création des contenus audiovisuels et les événements. 
Le LLab c'est aussi un programme d’alphabétisme numérique pour les activités génératrices de revenu (AGR), et un programme d'initiation au numérique pour les plus jeunes. 
Créé en 2012, l’initiative a été lancée par : Filip Kabeya dit Keyser et Idriss Mangaya
Au tout début, le Llab a été créé dans le but d’organiser des événements ponctuels pour faire éclore un écosystème numérique dynamique et mature en République Démocratique du Congo. Cette mission accomplie, il était donc temps de se concentrer sur la mission l'évangélisation sur les questions numérique de l'heure et œuvrer pour lutter contre l'analphabétisme numérique.  
En 2019, le LLab se lance dans une suite d'activités qui met au centre la formation des femmes pour ainsi voir ce que le numérique apporte dans ce qu'elles font déjà comme activités ou ce qu'elles vont entreprendre après l'acquisition des compétences.   

## Description
Le Lumumba Lab, ouvert en 2012 est parti surtout d'une phrase de Patrice Lumumba dans sa dernière lettre à son épouse, disant qu'un jour « l’Afrique écrira sa propre histoire et elle sera au nord et au sud du Sahara une histoire de gloire et de dignité ».  C'est ainsi que ce lieu d'innovations citoyennes a été créé pour que si l'Afrique doit écrire son histoire lorsqu'il s'agit du numérique, que nous nous mettions alors vite au travail pour former à l'utilisation et à la fabrication des outils numérique.   
Le LLab est membre du réseau Afrilabs et inscrit ses actions dans un cadre plus globale qui tient comptes objectifs de développement durable  (ODD). Il est un lieu de vie, un cadre du vivre ensemble et le lieu où les citoyens se parlent pour poser des actes qui vont nous apporter des solutions à nos soucis du quotidien. Le LLab accueille des jeunes, des moins jeunes et les personnes plus âgées. 
Ce laboratoire d'innovations citoyenne se doit surtout d'apporter des solutions pour soulager la communauté autant que possible . C'est ainsi qu'il a été mis en place une solution nommée Lisungi qui est un réseau de collecte et d'acheminement de dons pour les personnels soignants ayant besoin de matériel de protection (masques, gants, blouses, gel, etc) ou de denrées alimentaires.

## Initiatives
2015 : Le premier Café numérique de Kinshasa a été organisé le samedi 4 juillet 2015 au Jamelia Bar à Kinshasa. Le café numérique de Kinshasa est très vite devenu le rendez-vous bimensuel avec la technologie et l’innovation dans des lieux inhabituels au pays de Mobutu.
2016 : Convaincu qu’apprendre à coder est la clé pour l’avenir des enfants et que surtout cela leur permet de pouvoir se mettre dans la position de ceux qui créent et quitter celle de ceux qui consomment.  Pour les enfants, un apprentissage ludique du codage informatique, activité à première vue complexe et rébarbative? C'est le pari que le Lumumba Lab a fait en créant Les Laboureurs du Code à Kinshasa, en RD Congo en 2016. Les Laboureurs du Code c'est un groupe de jeunes bénévoles qui initient les plus jeunes au codage informatique.

## Acteurs du Numérique et Citoyenneté
Mettre en place par des événements un cadre régulier d'échange pour que la parole se libère et construise un écosystème fort en plus d'inspirer car à chaque rencontre, des membres de la communauté profitent pour faire connaître différents travaux. Le Lumumba Lab, garde toujours une meilleure place pour les applications et idées qui apportent un réel changement à la population Congolaise. Le Lumumba Lab est le terrain des innovations citoyennes d'« utilité publique ».

## Espace de Multiplication de Talents

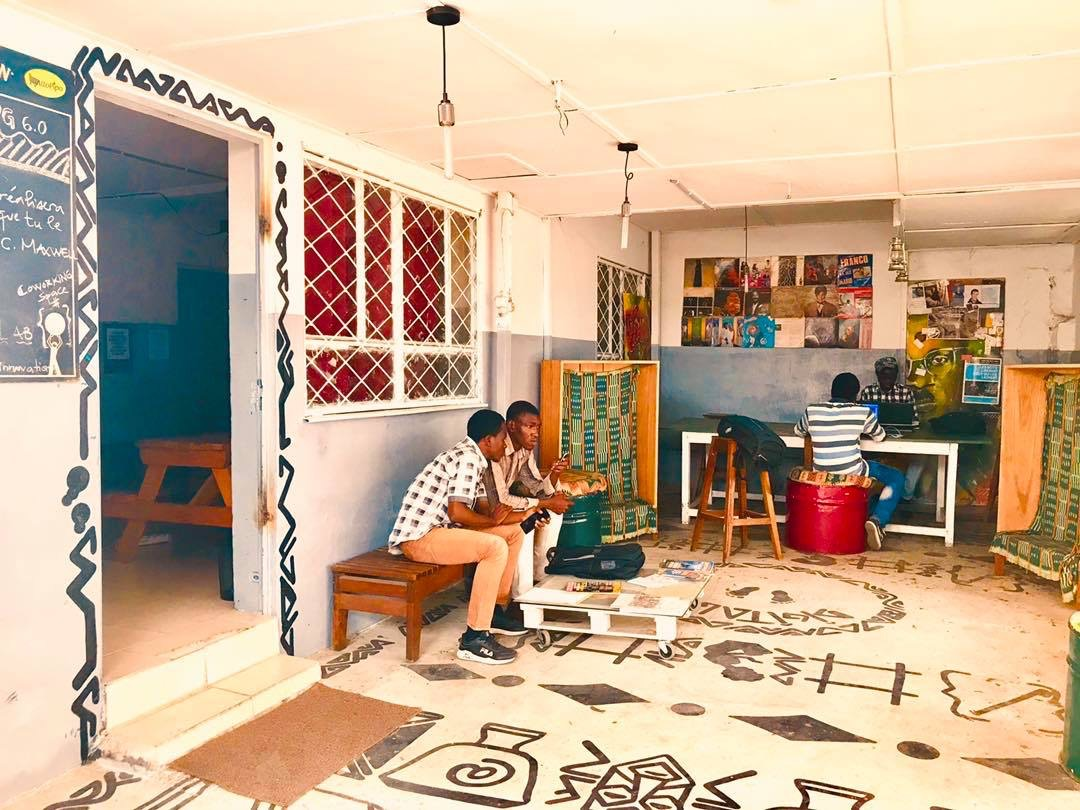
Espace extérieur.
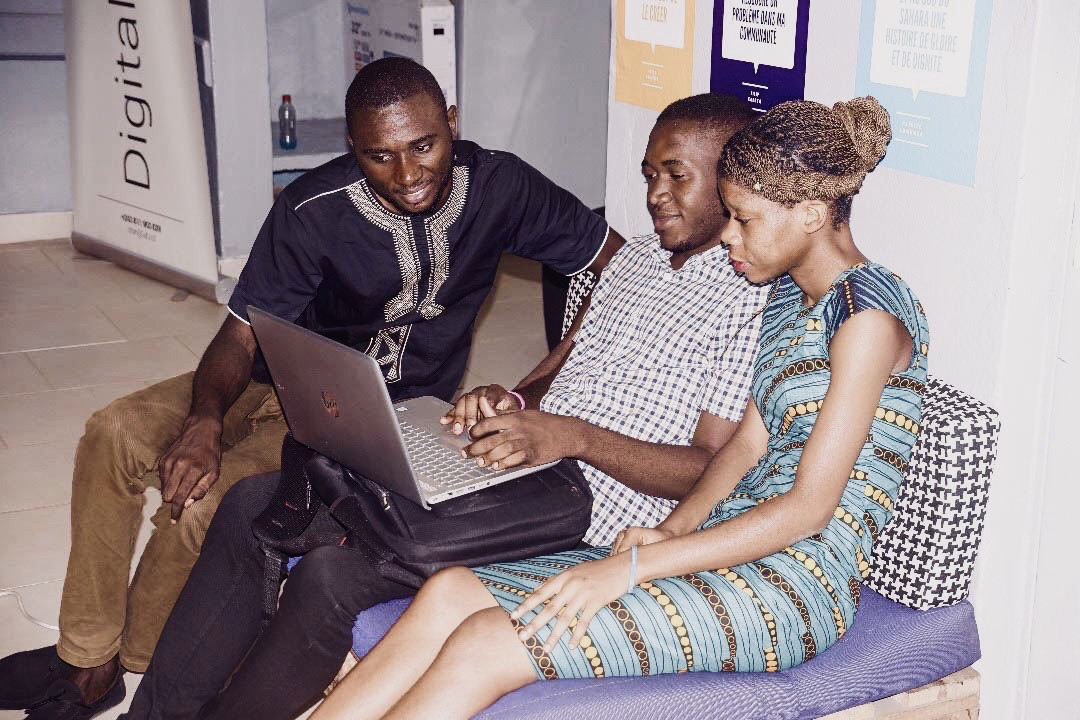
Intérieur, un groupe qui échange.
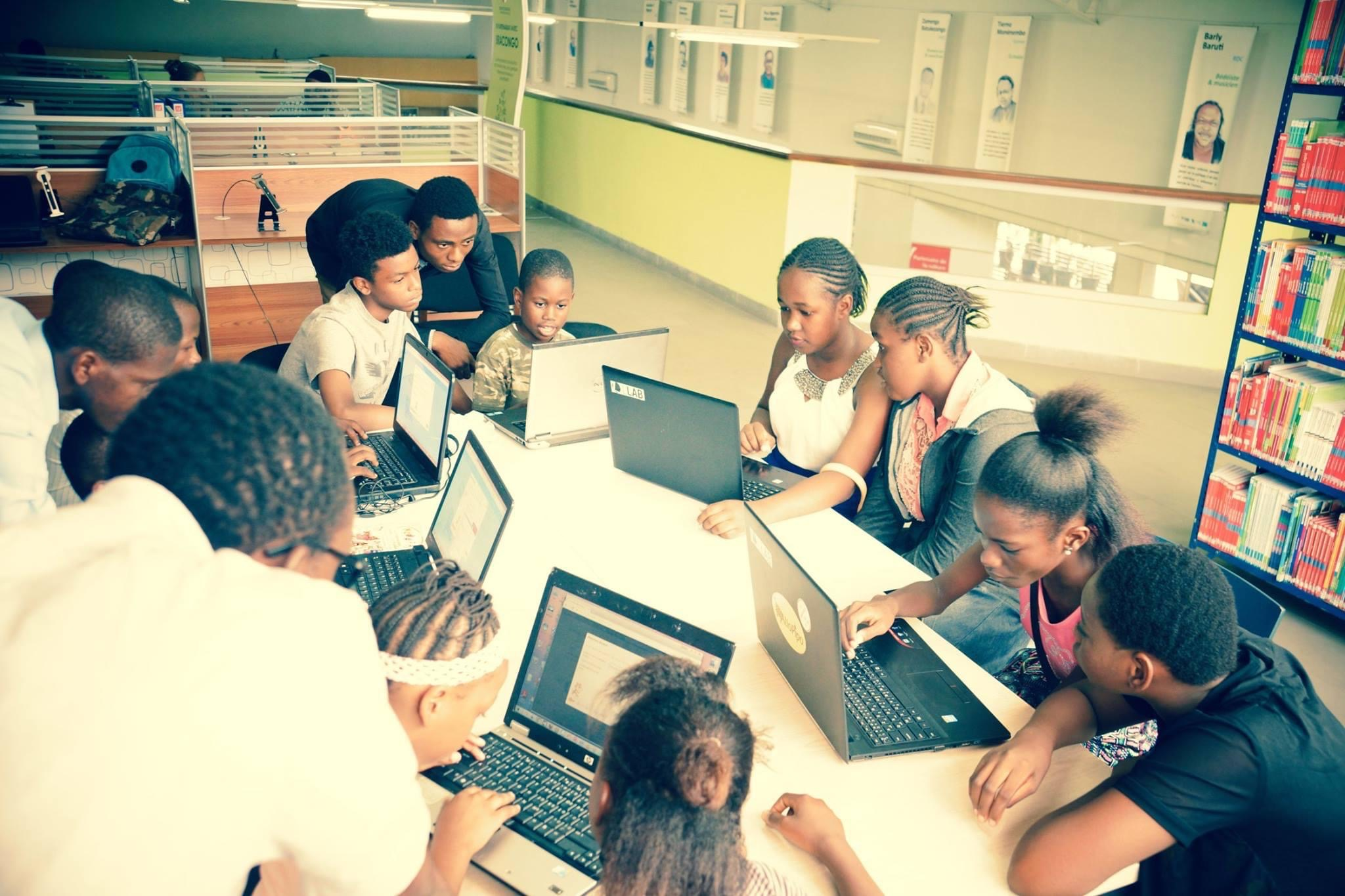
Initiation des enfants aux outils numérique.